# Gaio Giulio Alessio
Gaio Giulio Alessio (greco: Γάϊος Ἰούλιος Άλεξίων, in latino Gaius Julius Alexion; regnante come Alessio II di Emesa; Emesa, dopo il 56 – Emesa, 78) è stato un sovrano siriano, re di Emesa, un regno vassallo dell'Impero romano, e sacerdote di El-Gabal. Tramite sua madre, era un discendente della regina Cleopatra e di Marco Antonio.

## Biografia
Gaio Giulio Alessio nacque a Emesa da Gaio Giulio Soaemo, re di Emesa, e Drusilla di Mauretania. Suo padre era membro della famiglia reale emesiana, da cui sarebbero in seguito nate Giulia Domna, imperatrice romana come moglie di Settimio Severo e madre di Caracalla, e sua sorella Giulia Mesa, nonna degli imperatori Eliogabalo e Alessandro Severo. Sua madre era figlia di Tolomeo di Mauretania, a sua volta un nipote della regina egizia Cleopatra e del generale romano Marco Antonio tramite la loro figlia, Cleopatra Selene. I due si erano sposati nel 56.  
Alessio divenne re di Emesa come Alessio II e sommo sacerdote di El-Gabal alla morte del padre nel 73, e regno fino alla sua morte nel 78, secondo un epitaffio inciso sul Mausoleo di Emesa. La stessa iscrizione ci informa che aveva un figlio o per lo meno un discendente, Gaio Giulio Sampsigeramo.  
Sebbene la sua discendenza non sia documentata, alcuni ipotizzano che Giulio Bassiano, padre di Giulia Domna e Giulia Mesa, e la regina Zenobia di Palmira possano essere suoi discendenti diretti.

## Ascendenza
|                        |          |                            | Genitori                        |  |  | Nonni |  |  | Bisnonni     |  |  | Trisnonni   |  |
|                        |          |                            |                                 |  |  |       |  |  | Giamblico II |  |  | Giamblico I |  |
|                        |          |                            |                                 |  |  |       |  |  | Giamblico II |  |  | Giamblico I |  |
|                        |          | …                          |                                 |  |  |       |  |  | Giamblico II |  |  |             |  |
| Sampsiceramo II        |          |                            |                                 |  |  |       |  |  | Giamblico II |  |  |             |  |
|                        |          | …                          | …                               |  |  |       |  |  |              |  |  |             |  |
|                        |          | …                          | …                               |  |  |       |  |  |              |  |  |             |  |
|                        |          | …                          | …                               |  |  |       |  |  |              |  |  |             |  |
| Gaio Giulio Soaemo     |          | …                          |                                 |  |  |       |  |  |              |  |  |             |  |
|                        |          | Mitridate III di Commagene | Mitridate II di Commagene       |  |  |       |  |  |              |  |  |             |  |
|                        |          | Mitridate III di Commagene | Mitridate II di Commagene       |  |  |       |  |  |              |  |  |             |  |
|                        |          | Mitridate III di Commagene | Laodice                         |  |  |       |  |  |              |  |  |             |  |
| Iotapa di Commagene    |          | Mitridate III di Commagene |                                 |  |  |       |  |  |              |  |  |             |  |
|                        |          | Iotapa                     | Artavasde I di Media Atropatene |  |  |       |  |  |              |  |  |             |  |
|                        |          | Iotapa                     | Artavasde I di Media Atropatene |  |  |       |  |  |              |  |  |             |  |
|                        |          | Iotapa                     | Atenaide                        |  |  |       |  |  |              |  |  |             |  |
| Gaio Giulio Alessio    |          | Iotapa                     |                                 |  |  |       |  |  |              |  |  |             |  |
|                        | Giuba II | Giuba I                    |                                 |  |  |       |  |  |              |  |  |             |  |
|                        | Giuba II | Giuba I                    |                                 |  |  |       |  |  |              |  |  |             |  |
|                        | Giuba II | …                          |                                 |  |  |       |  |  |              |  |  |             |  |
| Tolomeo di Mauretania  | Giuba II |                            |                                 |  |  |       |  |  |              |  |  |             |  |
|                        |          | Cleopatra VIII             | Marco Antonio                   |  |  |       |  |  |              |  |  |             |  |
|                        |          | Cleopatra VIII             | Marco Antonio                   |  |  |       |  |  |              |  |  |             |  |
|                        |          | Cleopatra VIII             | Cleopatra                       |  |  |       |  |  |              |  |  |             |  |
| Drusilla di Mauretania |          | Cleopatra VIII             |                                 |  |  |       |  |  |              |  |  |             |  |
|                        |          | …                          | …                               |  |  |       |  |  |              |  |  |             |  |
|                        |          | …                          | …                               |  |  |       |  |  |              |  |  |             |  |
|                        |          | …                          | …                               |  |  |       |  |  |              |  |  |             |  |
| Giulia Urania          |          | …                          |                                 |  |  |       |  |  |              |  |  |             |  |
|                        |          | …                          | …                               |  |  |       |  |  |              |  |  |             |  |
|                        |          | …                          | …                               |  |  |       |  |  |              |  |  |             |  |
|                        |          | …                          | …                               |  |  |       |  |  |              |  |  |             |  |
|                        |          | …                          |                                 |  |  |       |  |  |              |  |  |             |  |